# Mathieu Tillet
Mathieu Tillet, 10 de novembre de 1714 a Bordeus – 13 de desembre de 1791, va ser un botànic i metal·lúrgic francès.

## Biografia
Era fill de l’orfebre Gabriel Tillet, Mathieu començà a estudiar els metalls al taller del seu pare. El 1740, va ser nomenat director de La Monnaie a Troyes. Deu anys més tard publicà el seu primer llibre sobre els aliatges. El 1753 i 1754 va rebre dos premis de l’Académie des Sciences, Belles-lettres et Arts de Bordeus pels seus treballs sobre les malalties dels cereals, sobretot del blat (carbó, càries, banya del sègol). El gènere botànic de fongs Tilletia recorda el seu nom. El 1755 ell va recomanar usar sosa i calcària pel tractament de llavors del blat. El 1756 s’instal·là a París per continuar les seves recerques.
Va ser admès a l'Académie des sciences el 9 de setembre de 1758 primer com a botànic adjunt i el 1759 com a botànic associat. Passà a ser-ne director el 1779. Va ser-ne el tresorer després de la mort de Georges-Louis Leclerc, comte de Buffon (1788).
El 1760 i 1761, junt amb l’agrònom Henri Louis Duhamel du Monceau estudià un insecte que atacava els cereals. El resultat de la recerca es va publicar sota el títol: Histoire d’un insecte qui devore les grains de l’Angoumois (editat per H. L. Guérin & L. F. Delatour, Paris, 1762) Facsimile. En aquesta època va ser membre de l'Societat Reial d’Agricultura de la Generalitat de París.
El 1773, va esdevenir cavaller de l'Ordre de Saint-Michel. El 1774, va ser substituït a La Monnaie pel marquès de Condorcet. El 1784, va ser nomenat administrador general de l'Hôpital de la Salpêtrière. Va ser sota la seva administració que s’escapà de la presó Jeanne de Valois-Saint-Rémy, condemnada per la seva participació en l’afer del collar de la reina.